# Constantia (palais)
Pour les articles homonymes, voir Constantia.
Constantia est le palais que s'était fait construire Claude Martin à Lucknow en Inde lorsqu'il renonça à rentrer en Europe à cause des évènements entraînés par la Révolution française. Il témoigne du fait que Martin était le plus riche Français - et certainement Européen - de l'Inde. 
Le palais servira de quartier général aux mutins de la révolte des Cipayes. Le tombeau de Martin, situé dans une crypte, sera profané, fait exceptionnel durant ces évènements, probablement à la recherche infructueuse de richesses enterrées avec son corps. Ses restes seront jetés par dépit dans une rivière voisine. Lorsque les Anglais reprennent la ville, ils les retrouvent et les remettent dans son tombeau.
Il est actuellement le siège de l'école de La Martinière de Lucknow.
La première photo a été prise par le photographe John Edward Saché, actif en Inde de 1865 à 1882.

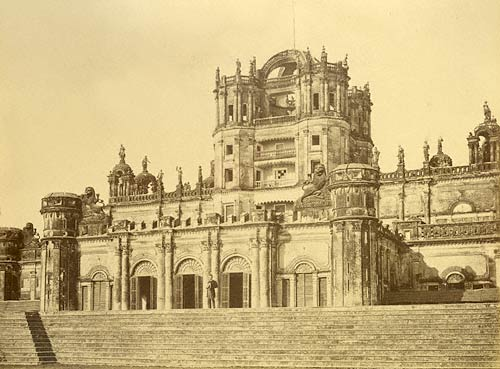
Le porche d'entrée de Constantia au XIXe siècle
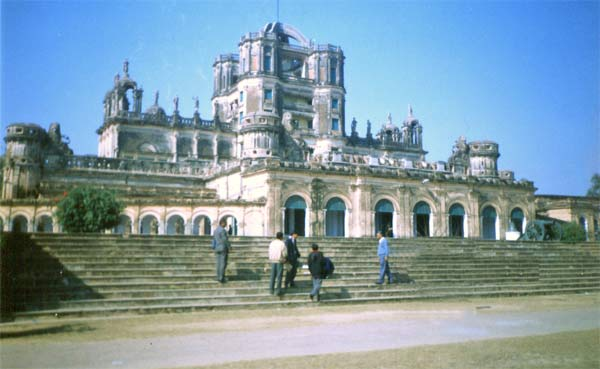
La Martinière aujourd'hui